# 1878 au Canada
Pour un article plus général, voir Chronologie du Canada.
Cet article traite des événements qui se sont produits durant l'année 1878 au Canada.

## Événements

### Politique

Élection fédérale de 1878

- 8 mars : le lieutenant-gouverneur Luc Letellier de Saint-Just démet de ses fonctions le premier ministre du Québec Charles-Eugène Boucher de Boucherville. Cette situation fut qualifiée de coup d'État

- 1er mai : élection générale québécoise.

- 8 mai : le libéral Henri-Gustave Joly de Lotbinière devient Premier ministre du Québec. Mise en place de son gouvernement.

- 25 juin : George Anthony Walkem devient premier ministre de Colombie-Britannique pour un second mandat, remplaçant Andrew Charles Elliott.

- 17 septembre : victoire des conservateurs aux législatives. Les difficultés économiques, aggravées par la dénonciation à Washington du traité de réciprocité américano-canadien, ont mis fin à l’expérience des libéraux de Alexander Mackenzie. Emmenés par Macdonald, les conservateurs ont été appuyés par les nationalistes de « Canada Forst ».

- 16 octobre : John Norquay devient premier ministre du Manitoba remplaçant Robert Atkinson Davis.

- 17 octobre : John A. Macdonald (conservateur) redevient premier ministre.

- Simon Hugh Holmes devient premier ministre de la Nouvelle-Écosse.

### Justice
- Adoption du Loi de la tempérance du Canada (en) qui permettait aux municipalités de faire des règlements prohibant la vente de l'alcool.

### Sport

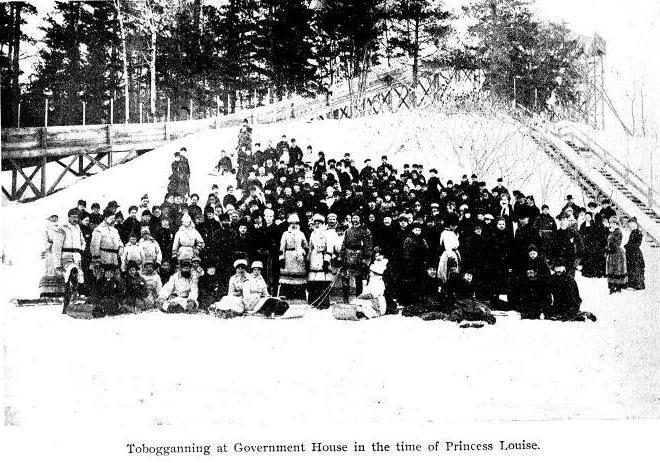
La pratique du toboggan à la maison du gouvernement dans le temps de la Princesse Louise

### Économie
- Ouverture de l'Hôtel Windsor à Montréal.
- Ligne de chemin de fer Saint-Boniface-Emerson, qui relie la vallée de la rivière Rouge aux États-Unis. Elle permet l’essor de l’agriculture au Manitoba.
- Arrivée dans les Territoires du Nord-Ouest d’un grand nombre de métis venus de la rivière Rouge.

### Science
- Cyrille Duquet invente un combiné pour la nouvelle invention du téléphone.

### Culture
- 7 mars : l'Université de Western Ontario est fondée à London, Canada, par l'évêque Isaac Hellmuth et le Diocèse anglican de Huron.

#### Littérature
- Picounoc le maudit de Léon-Pamphile Le May.
- Premières poésies de Eudore Évanturel.

### Religion
- 28 mai : érection du diocèse de Chicoutimi au Québec et Dominique Racine est son premier évêque.
- Marguerite Bourgeoys est déclarée vénérable.

## Naissances
- 13 janvier : Lionel Groulx, historien.
- 22 janvier : Ernest Charles Drury, Premier ministre de l'Ontario.
- 28 février : Arthur Roebuck, homme politique
- 14 avril : John Walter Jones, Premier ministre de l'Île-du-Prince-Édouard.
- 19 mai : Alfred Laliberté, sculpteur.
- 23 juillet : James Thomas Milton Anderson, Premier ministre de la Saskatchewan.
- 15 août : Thomas Laird Kennedy, Premier ministre de l'Ontario par intérim.
- 18 septembre : William Sherring, athlète.
- 8 octobre : Paul-Émile Rochon, médecin.
- 8 décembre : Henry Herbert Stevens, homme politique.
- 30 décembre : William Aberhart, Premier ministre de l'Alberta.

## Décès
- 3 avril : Louis-Philippe Turcotte, historien.
- 13 mai : George Moffat (père), homme politique.
- 20 mai : Lemuel Allan Wilmot, lieutenant-gouverneur du Nouveau-Brunswick.
- 28 novembre : Francis Evans Cornish, premier maire de Winnipeg
- 7 décembre : Jean-Baptiste Meilleur, homme politique.